# Schneider CA1
El Schneider CA1 (originalmente llamado Schneider CA) fue el primer carro de combate francés. Fue inspirado por la necesidad de superar el estancamiento de la guerra de trincheras de la Gran Guerra.

## Desarrollo
La sociedad Schneider et Cie fue un gran fabricante de armas en Francia. Habiendo recibido la orden de desarrollar tractores de orugas para artillería pesada, en enero de 1915 la compañía envió a su jefe de diseño, Eugène Brillie, para investigar los tractores de la compañía americana Holt Manufacturing Company, que en ese momento participaba en un programa de pruebas en Inglaterra. A su retorno, ya que antes había estado implicado en el diseño de automóviles blindados en España, convenció a la dirección de la empresa para iniciar estudios para desarrollar un Tracteur blindé et armé (tractor blindado y armado), basado en el chasis Baby Holt, dos de los cuales fueron encargados.
Los experimentos con el tractor Holt comenzaron en mayo de 1915 en la planta de Schneider con un modelo de ruedas de 75 cv dirigida y uno de orugas integral Baby Holt de 45 cv, mostrándose la superioridad de este último.
El 16 de junio, los experimentos fueron seguidos por el presidente de la República Raymond Poincaré, que llevaron a la construcción de 10 vehículos blindados de orugas para otras pruebas. En julio de 1915 el programa de Schneider se combinó con uno oficial para desarrollar un vehículo blindado cortador de alambre de púas por el ingeniero y miembro del Parlamento Jules-Louis Breton, la máquina Breton-Prétot. Diez de los quince vehículos disponibles Baby Holt iban a ser blindados y equipados con un cortador de alambre. El 10 de septiembre, se hicieron nuevos experimentos para el comandante Ferrus, un oficial que había participado en el estudio (y el rechazo final) del proyecto tanque Levavasseur en 1908.

### Experimento Souain
El 9 de diciembre de 1915, en el experimento Souain, se mostró al ejército francés un prototipo de tanque blindado con chasis Baby Holt y armadura de placas. Entre los presentes se encontraban el general Philippe Pétain y el coronel Jean-Baptiste Eugène Estienne, un artillero e ingeniero, muy apreciado en el ejército por sus conocimientos tecnológicos y tácticos. Los resultados del prototipo fueron excelentes, la movilidad notable, a pesar de las serias dificultades en el terreno de los antiguos campos de batalla de Souain, Marne. Sin embargo, la longitud del prototipo era demasiado corta para superar las trincheras alemanas.

### Propuesta Estienne
El 12 de diciembre se presentó al Alto Mando un plan para formar una fuerza de blindados, equipados con vehículos oruga. Este plan contaba con la aprobación y en una carta de fecha 31 de enero de 1916 el Comandante en jefe, Joffre, ordenó la producción de 400 unidades del tipo diseñado por Estienne, aunque la orden de producción real de 400 Schneider CA1 se hizo un poco más tarde, el 25 de febrero de 1916, a un precio de 56 000 francos franceses por cada vehículo. El primer vehículo de la serie de producción salió el 5 de septiembre. Mientras tanto, la producción se había desplazado a la empresa SOMUA, dependiente de Schneider.

## Designación
El nombre previo era Schneider CA. El significado de "CA" es incierto. Más tarde, por lo general se ha interpretado como Char d'Assaut (literalmente, carro de asalto y hoy la palabra completa para "tanque"). Por varias razones, esta interpretación es dudosa. En primer lugar, la denominación anterior por algunos meses. En segundo lugar, el orden de la palabra sería inusual: en francés es normal Char d'Assaut Schneider, quedando como CA Schneider. En tercer lugar, los códigos de letras al final se utilizan normalmente para indicar prototipos consecuentes. Se sabe que el primer prototipo del ejército basado en un Holt alargado de 75 hp fue llamado el Tracteur A, un segundo prototipo Schneider acortado en la cola fue el Tracteur B y que el tipo de producción fue de nuevo diferente en el segundo prototipo . Es plausible que el código signifique "tercer tipo" (C) en su primera versión (A) de producción, un indicio más de esto radica en el hecho de que no era raro utilizar una orden inverso: AC.

## Descripción
Para el espectador moderno, este carro de combate no es reconocible como tal. No tiene torreta, y su armamento principal no es muy prominente, un cañón corto Blockhaus Schneider de 75 mm, colocado en la esquina delantera derecha. Dos ametralladoras Hotchkiss de 8 mm, con una proyección de los flancos en afustes hemisféricos, complementan al pequeño cañón. Otra característica difícil es el voladizo de la parte delantera del chasis que ha sido diseñado para aplastar el alambre de púas. El compartimiento es muy estrecho: la tripulación de seis personas iba casi plana sobre sus vientres en un espacio de 90 cm entre el techo y los 60 cv (45 kW) del motor. Afortunadamente, la velocidad máxima era de tan solo 8 km/h. Todo esto está protegido por 11 mm de acero, más tarde mejorado por un blindaje espaciado de 5,5 mm, aumentando el peso a 13,5 toneladas.

## Historia operacional
Los 132 tanques disponibles actuaron por primera vez el 16 de abril de 1917 en Berry-au-Bac, durante la Ofensiva Nivelle. Su primera actuación fue un completo desastre, 57 tanques fueron destruidos por la artillería alemana que utilizó cañones de campaña a corta distancia en fuego directo, disparando en trayectorias planas. 
Se formaron veinte unidades con tanques de Schneider, llamadas Artillerie Spéciale 1-20, bajo el mando del general de brigada Estienne. En 1918, esos "viejos" tanques fueron eliminados gradualmente en favor del nuevo Renault FT-17, pero la producción solo se terminó en agosto de 1918, exactamente 400 habían sido construidos como el prototipo. Al menos un Schneider CA1 fue entregado a Italia, que después de probarlo abandonó el plan de construir 1.500 de ellos.
El Reparto Speciale di Marcia Carri d'assalto del Regio Esercito, fue el primer regimiento de tanques de Italia. Se formó en el verano de 1918. Tenía un Scneider CA-1 de fabricación francesa y tres tanques Renault FT. En noviembre de 1918, el Schneider fue reemplazado por el primer tanque construido en Italia, el Fiat 2000.

## Posguerra

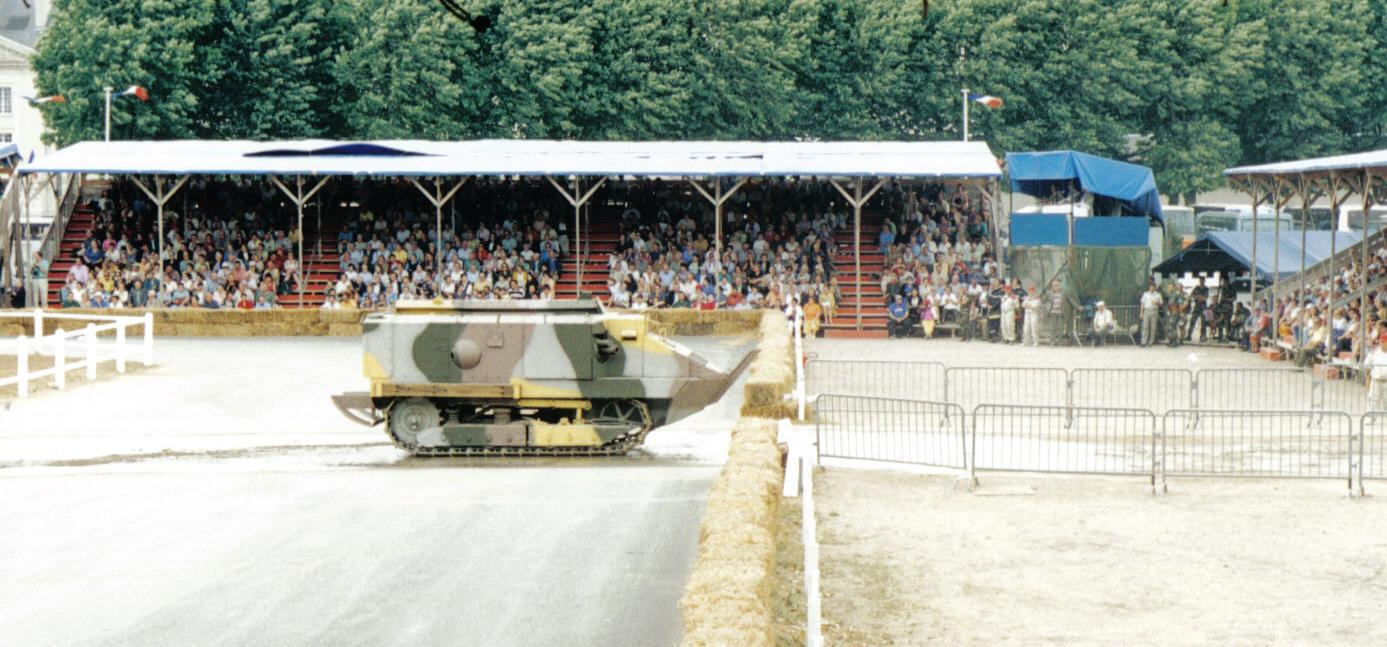
Schneider CA1 en una demostración en Saumur, siendo el tanque más antiguo del mundo en estado de funcionamiento.

Después de la guerra, seis de ellos fueron vendidos a España en septiembre de 1921 donde fueron designados Carro de Asalto Schneider M16; entre 1923 a 1926 fueron utilizados durante la guerra del Rif, estando destinados en Marruecos hasta 1929, cuando fueron trasladados a la Península. De los cuatro destacados en el Regimiento Ligero de Carros de Combate N ° 1 y depositados en la Escuela Central de Tiro en Campamento , Madrid; tres de ellos fueron utilizados en combate a comienzos de la guerra civil española por el bando gubernamental; uno participó en el asalto al Cuartel de la Montaña; también se enviaron dos carros para participar en el asedio al Alcázar de Toledo, en el que uno resultó destruido y el otro regresó a Madrid. Los otros dos eran parte del RLCC N ° 2 en Zaragoza que se puso del lado de los rebeldes nacionalistas y participaron en la lucha inicial. El destino de estos tanques es desconocido.
El único vehículo superviviente se conserva en el Musée des Blindés en Saumur, y es el tanque más antiguo del mundo en estado de funcionamiento.[cita requerida]

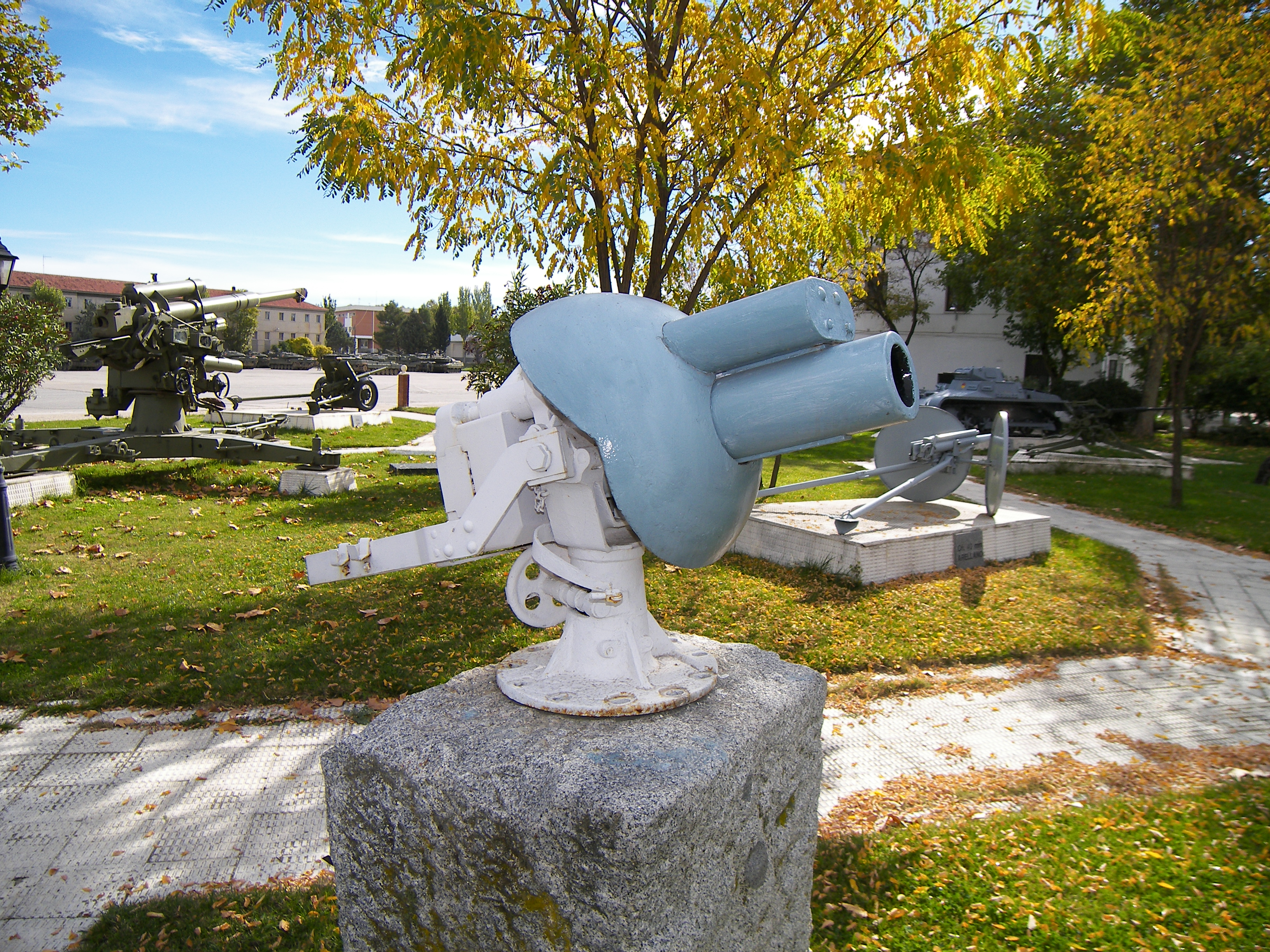
Cañón de 75 mm de un CA1 en el Museo de Medios Acorazados de El Goloso, Madrid, España.

## Diseños posteriores
Hubo varios proyectos para la producción de más Schneider, con torretas y/o mejores armamentos: el CA2, 3 y 4. Solo se construyeron prototipos del CA2 y el CA3. El CA4 no pasó de la etapa de proyecto. El tanque pesado St. Chamond fue desarrollado a partir del prototipo Tracteur A de Schneider.